# Ulrich Höfs
Ulrich Höfs (* 16. September 1946 in Dessau) ist ein deutscher Künstler, Grafik-Designer und Plakatkünstler.

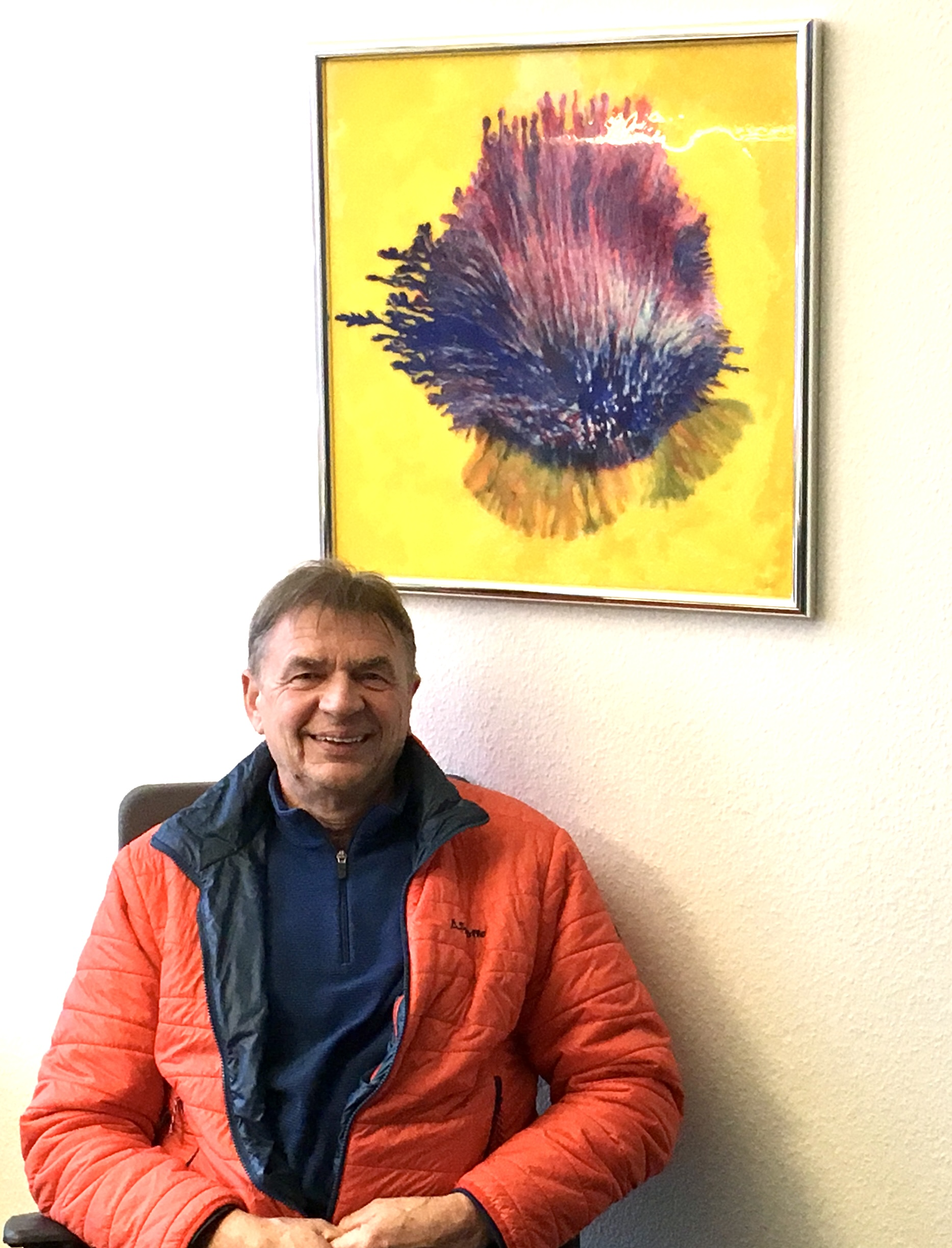
Ulrich Höfs vor seinem Plastarell Pollenflug

## Leben
Nach seiner Lehre zum Restaurateur für Kirchen studierte Höfs von 1961 bis 1965 Grafik-Design an der Werkkunstschule in Mannheim. Zu seinen Dozenten gehörte Wolf Magin.
Bereits während seines Studiums entwarf er Plakate für Events und Werbung.
Zu seinen Erfolgen zählen 5 Teilnahmen an der Plakat-Biennale in Warschau (1974, 1976, 1980, 1982 und 1984) sowie die Grafik-Design-Deutschland-Auszeichnung Konzertplakat 1981.
Bis zum Jahr 2003 arbeitete er überwiegend als Designer in der BASF AG Ludwigshafen.
Sein künstlerisches Schaffen fokussiert sich seit den frühen 1970er Jahren auf die Gestaltung von Plastarellen. Höfs gilt als Pionier und einer der einzigen Künstler weltweit, die diese Kunstform praktizieren.

## Plastarelle
Plastarelle sind Bilder, die aus dem Kunststoff Polyethylen gestaltet werden. Unter Druck und Hitze werden die einzelnen Komponenten zu einem Gesamtwerk fusioniert.
Die besonderen Materialeigenschaften der Polyethylene – starke Farbigkeit, Transparenz und Leuchtkraft der Farben, sowie die Fließfähigkeit bei Hitzeeinwirkung sind wesentliche Bestandteile des Designs.

### Entdeckungsgeschichte der Plastarelle
Bei der Herstellung von Musterplättchen aus Polyethylen entdeckten Chemiker des BASF-Technikums 1966 eigenartige Farbverläufe. Ursache waren unerwünschte Pigmentspuren. Dr. Helmut Pfannmüller, damaliger Leiter der Abteilung und Hobbymaler, machte Designer des Konzerns auf seine Entdeckung aufmerksam, die dann erstmals 1968 in Ludwigshafen am Rhein Plastarelle ausstellten. Ulrich Höfs stieß Anfang der 1970er Jahre dazu.

## Werke
Höfs’ Werke sind geprägt durch farbenfrohe lebendige Kompositionen und organische Formen, die wie ein Fenster in die Welt der Lebensfreude wirken. Die abstrakten Motive sind häufig inspiriert von den Elementen der Natur und der Unterwasserwelt.

## Ausstellungen und bedeutende Wandgestaltungen (Auszug)
- 1975: Galerie Europa am Dom, München, Ausstellung Plastarelle
- 1984: Rathaus Wesseling, Ausstellung Plastarelle
- 1989: Foyer Firmenzentrale BASF AG Toronto, Kanada, Wandgestaltung 180 × 720 cm
- 1993: Galerie Schwarzheide, Ausstellung Plastarelle
- 1995: Wohnungsbaugesellschaft Ludwigshafen, Wandgestaltung